# Chromis flavipectoralis
Chromis flavipectoralis, thường được gọi là cá thia Mã Lai, là một loài cá biển thuộc chi Chromis trong họ Cá thia. Loài này được mô tả lần đầu tiên vào năm 1988.

## Phân bố và môi trường sống
C. flavipectoralis có phạm vi phân bố khá rộng rãi ở vùng biển Đông Ấn Độ Dương. Chúng được tìm thấy từ Maldives trải dài về phía đông đến đảo Java của Indonesia. C. flavipectoralis sống xung quanh những rạn san hô và đá ngầm ở độ sâu khoảng 2 – 15 m.

## Mô tả
C. flavipectoralis trưởng thành dài khoảng 8 cm. Cơ thể và vây lưng có màu nâu sẫm; ngực và bụng có màu nâu nhạt. Vây bụng, vây hậu môn, phần vây mềm của vây lưng và đuôi có màu trắng. Có một đốm vàng lớn ở gốc vây ngực. Mắt đen. Trong tiếng Latin, flavus có nghĩa là "màu vàng", còn pectoralis nghĩa là "ngực", ám chỉ đốm vàng sáng ở gốc vây ngực.
Số ngạnh ở vây lưng: 12; Số vây tia mềm ở vây lưng: 11 - 12; Số ngạnh ở vây hậu môn: 2; Số vây tia mềm ở vây hậu môn: 11 - 12; Số vây tia mềm ở vây ngực: 18 - 20; Số vảy đường bên: 15 - 17.
Thức ăn của C. flavipectoralis là những sinh vật phù du. Chúng thường bơi thành những nhóm nhỏ rời rạc hoặc sống đơn độc. Cá đực có tập tính bảo vệ và chăm sóc những quả trứng.